# Ленкауцы
Ленкауцы также Ленкэуць (рум. Lencăuți) — село в Окницком районе Молдавии. Является административным центром коммуны Ленкауцы, включающей также село Вережены.

## География
Село расположено на правом берегу Днестра на высоте 200 метров над уровнем моря.

## Население
По данным переписи населения 2004 года, в селе Ленкэуць проживает 898 человек (419 мужчин, 479 женщин).
Этнический состав села:
| Национальность | Число жителей | Процентный состав |
| -------------- | ------------- | ----------------- |
| молдаване      | 860           | 95,77             |
| украинцы       | 27            | 3,01              |
| русские        | 8             | 0,89              |
| румыны         | 1             | 0,11              |
| прочие         | 2             | 0,22              |
| Всего          | 898           | 100 %             |

## Археология
Юго-западнее Ленкауц был найден курган значительных размеров. Он расположен на западной опушке лесного массива, в урочище под названием Холоднак, вблизи бывшей тракторной бригады. Насыпь разрушена земляными работами. Участок крутого берега реки Днестр площадью 308 га между сёлами Ленкауцы и Наславча является охраняемой территорией, принадлежащей атакскому лесничеству.

## Уроженцы
- Гур-Арье, Йегуда (род. 1934) — израильский писатель, поэт и переводчик.